# Sărituri în apă la Jocurile Olimpice de vară din 2020 - 3 metri trambulină (feminin)
Proba feminină de sărituri în apă - 3 metri trambulină de la Jocurile Olimpice de vară din 2020 de la Tokyo a avut loc în perioada 30 iulie-1 august 2021, la Tokyo Aquatics Centre.

## Formatul competiției
Competiția se va desfășura în 3 etape:
- Etapa preliminară: toate sportivele vor sări de șase ori; primele 18 sportive se vor califica în semifinală
- Semifinala: cele 18 sportive vor sări de 6 ori; punctajele din calificări se vor șterge și primele 12 din clasament se vor califica în finală.
- Finala: Cele 12 sportive vor sări de șase ori. Punctajele din semifinală se vor șterge și primele trei din clasament vor primi medaliile de aur, argint și bronz.

## Program
Orele sunt ora Japoniei (UTC+9) 
| Data                    | Timp  | Etapă      |
| ----------------------- | ----- | ---------- |
| Vineri, 30 iulie 2021   | 15:00 | Calificări |
| Sâmbătă, 31 iulie 2021  | 15:00 | Semifinala |
| Duminică, 1 august 2021 | 15:00 | Finala     |

## Rezultate
Verde = finaliste
Albastru = semifinaliste
| Rank | Sportivă            | Țară                       | Calificare | Calificare | Semifinală                 | Semifinală                 | Finală                     | Finală                     | Finală                     | Finală                     | Finală                     | Finală                     |
| Rank | Sportivă            | Țară                       | Puncte     | Loc        | Puncte                     | Loc                        | Săritura 1                 | Săritura 2                 | Săritura 3                 | Săritura 4                 | Săritura 5                 | Puncte                     |
| ---- | ------------------- | -------------------------- | ---------- | ---------- | -------------------------- | -------------------------- | -------------------------- | -------------------------- | -------------------------- | -------------------------- | -------------------------- | -------------------------- |
| 1    | Shi Tingmao         | China                      | 350,45     | 1          | 371,45                     | 1                          | 76,50                      | 76,50                      | 75,00                      | 77,50                      | 78,00                      | 383,50                     |
| 2    | Wang Han            | China                      | 347,25     | 2          | 346,85                     | 2                          | 72,00                      | 67,50                      | 66,00                      | 69,75                      | 73,50                      | 348,75                     |
| 3    | Krysta Palmer       | Statele Unite ale Americii | 279,10     | 15         | 316,65                     | 5                          | 67,50                      | 63,00                      | 73,50                      | 66,65                      | 73,10                      | 343,75                     |
| 4    | Nur Dhabitah Sabri  | Malaezia                   | 291,60     | 10         | 312,60                     | 6                          | 63,00                      | 66,65                      | 61,50                      | 67,50                      | 67,50                      | 326,15                     |
| 5    | Inge Jansen         | Olanda                     | 278,75     | 16         | 301,90                     | 9                          | 63,00                      | 63,00                      | 58,50                      | 63,55                      | 63,00                      | 311,05                     |
| 6    | Aranza Vázquez      | Mexic                      | 294,30     | 8          | 318,60                     | 4                          | 63,00                      | 60,45                      | 66,00                      | 46,50                      | 67,50                      | 303,45                     |
| 7    | Tina Punzel         | Germania                   | 287,00     | 14         | 311,05                     | 7                          | 66,00                      | 44,95                      | 61,50                      | 63,00                      | 67,50                      | 302,95                     |
| 8    | Jennifer Abel       | Canada                     | 332,40     | 3          | 341,40                     | 3                          | 63,00                      | 69,75                      | 39,00                      | 64,50                      | 61,20                      | 297,45                     |
| 9    | Hailey Hernandez    | Statele Unite ale Americii | 309,55     | 6          | 291,60                     | 10                         | 58,05                      | 58,80                      | 58,80                      | 58,80                      | 54,00                      | 288,45                     |
| 10   | Mariia Poliakova    | COR                        | 288,55     | 13         | 290,10                     | 11                         | 61,50                      | 39,00                      | 63,00                      | 57,00                      | 63,55                      | 284,05                     |
| 11   | Michelle Heimberg   | Elveția                    | 289,95     | 11         | 289,80                     | 12                         | 60,00                      | 63,00                      | 41,85                      | 54,00                      | 64,50                      | 283,35                     |
| 12   | Esther Qin          | Australia                  | 292,80     | 9          | 309,15                     | 8                          | 67,50                      | 29,45                      | 61,50                      | 42,00                      | 61,50                      | 261,95                     |
| 13   | Emma Gullstrand     | Suedia                     | 289,65     | 12         | 288,85                     | 13                         | Nu a avansat în finală     | Nu a avansat în finală     | Nu a avansat în finală     | Nu a avansat în finală     | Nu a avansat în finală     | Nu a avansat în finală     |
| 14   | Anabelle Smith      | Australia                  | 272,05     | 18         | 285,60                     | 14                         | Nu a avansat în finală     | Nu a avansat în finală     | Nu a avansat în finală     | Nu a avansat în finală     | Nu a avansat în finală     | Nu a avansat în finală     |
| 15   | Kim Su-ji           | Coreea de Sud              | 304,20     | 7          | 283,90                     | 15                         | Nu a avansat în finală     | Nu a avansat în finală     | Nu a avansat în finală     | Nu a avansat în finală     | Nu a avansat în finală     | Nu a avansat în finală     |
| 16   | Sayaka Mikami       | Japonia                    | 317,10     | 5          | 273,70                     | 16                         | Nu a avansat în finală     | Nu a avansat în finală     | Nu a avansat în finală     | Nu a avansat în finală     | Nu a avansat în finală     | Nu a avansat în finală     |
| 17   | Haruka Enomoto      | Japonia                    | 277,85     | 17         | 255,40                     | 17                         | Nu a avansat în finală     | Nu a avansat în finală     | Nu a avansat în finală     | Nu a avansat în finală     | Nu a avansat în finală     | Nu a avansat în finală     |
| 18   | Pamela Ware         | Canada                     | 330,10     | 4          | 245,10                     | 18                         | Nu a avansat în finală     | Nu a avansat în finală     | Nu a avansat în finală     | Nu a avansat în finală     | Nu a avansat în finală     | Nu a avansat în finală     |
| 19   | Grace Reid          | Marea Britanie             | 268,15     | 19         | Nu a avansat în semifinale | Nu a avansat în semifinale | Nu a avansat în semifinale | Nu a avansat în semifinale | Nu a avansat în semifinale | Nu a avansat în semifinale | Nu a avansat în semifinale | Nu a avansat în semifinale |
| 20   | Ng Yan Yee          | Malaezia                   | 251,95     | 20         | Nu a avansat în semifinale | Nu a avansat în semifinale | Nu a avansat în semifinale | Nu a avansat în semifinale | Nu a avansat în semifinale | Nu a avansat în semifinale | Nu a avansat în semifinale | Nu a avansat în semifinale |
| 21   | Luana Lira          | Brazilia                   | 244,35     | 21         | Nu a avansat în semifinale | Nu a avansat în semifinale | Nu a avansat în semifinale | Nu a avansat în semifinale | Nu a avansat în semifinale | Nu a avansat în semifinale | Nu a avansat în semifinale | Nu a avansat în semifinale |
| 22   | Scarlett Mew Jensen | Marea Britanie             | 243,25     | 22         | Nu a avansat în semifinale | Nu a avansat în semifinale | Nu a avansat în semifinale | Nu a avansat în semifinale | Nu a avansat în semifinale | Nu a avansat în semifinale | Nu a avansat în semifinale | Nu a avansat în semifinale |
| 23   | Viktoriya Kesar     | Ucraina                    | 238,20     | 23         | Nu a avansat în semifinale | Nu a avansat în semifinale | Nu a avansat în semifinale | Nu a avansat în semifinale | Nu a avansat în semifinale | Nu a avansat în semifinale | Nu a avansat în semifinale | Nu a avansat în semifinale |
| 24   | Anna Pysmenska      | Ucraina                    | 232,30     | 24         | Nu a avansat în semifinale | Nu a avansat în semifinale | Nu a avansat în semifinale | Nu a avansat în semifinale | Nu a avansat în semifinale | Nu a avansat în semifinale | Nu a avansat în semifinale | Nu a avansat în semifinale |
| 25   | Julia Vincent       | Africa de Sud              | 228,90     | 25         | Nu a avansat în semifinale | Nu a avansat în semifinale | Nu a avansat în semifinale | Nu a avansat în semifinale | Nu a avansat în semifinale | Nu a avansat în semifinale | Nu a avansat în semifinale | Nu a avansat în semifinale |
| 26   | Micaela Bouter      | Africa de Sud              | 216,15     | 26         | Nu a avansat în semifinale | Nu a avansat în semifinale | Nu a avansat în semifinale | Nu a avansat în semifinale | Nu a avansat în semifinale | Nu a avansat în semifinale | Nu a avansat în semifinale | Nu a avansat în semifinale |
| 27   | Arantxa Chávez      | Mexic                      | 190,35     | 27         | Nu a avansat în semifinale | Nu a avansat în semifinale | Nu a avansat în semifinale | Nu a avansat în semifinale | Nu a avansat în semifinale | Nu a avansat în semifinale | Nu a avansat în semifinale | Nu a avansat în semifinale |